# Dubnička-Lahoda
Dubnička–Lahoda je hudební těleso a zároveň autorská dvojice, která spolu tvoří od roku 2006. Zdeněk Lahoda je výhradním autorem hudby, Vilém Dubnička píše texty.

## Dílo
Jejich tvorba obsahuje jak písničky pro děti, tak pro dospělé a jak pro vlastní vystoupení, tak pro jiné interprety. Pro Rádio Junior vytvořili pořady Řemesla nás baví podle stejnojmenného alba a Napiš HIT, kde píší písně ve spolupráci s posluchači a moderátory rádia prostřednictvím YouTube kanálu Rádia Junior. Specialitou jejich vystoupení je skládání písniček přímo na místě spolu s diváky či dětmi.[zdroj?] Často vystupují v českých školách v zahraničí (Varšava, Brusel, Madrid, Ženeva, Kodaň, Düsseldorf). V roce 2019 začali spolu s dalšími čtyřmi muzikanty vystupovat s divadelní formou svých písní a vtipných autorských scének s názvem Dubnička Lahoda Revival Kabaret – Oslavná tryzna za neznámé hity.

### Alba

#### Normálně nezpívám
Debutové album dvojice Dubnička-Lahoda bylo pod názvem Normálně nezpívám vydáno v roce 2010.
- Virtuos
- Dopisy
- Pohled z Miami
- Baletka
- Štika
- Šneci
- Šnek bar
- Žirafa ve městě
- Nostalgie
- Desítka
- Aniblues
- Ukulele
- Kolíbavka pro Jana Jakuba
- Vánoce, Vánoce!
- Skorokoleda

#### Řemesla nás baví
V roce 2013 vydalo duo Dubnička-Lahoda CD Řemesla nás baví, na kterém písně nazpívaly také některé osobnosti české kulturní scény.[zdroj?]
- Elektrikář – zpívá Roman Vojtek
- Zedník – zpívá Tomáš Hanák
- Krejčí – zpívá Dubnička–Lahoda
- Kovář – zpívá Martin Stránský a Jana Zenáhlíková
- Kadeřník – zpívá Martin Pošta
- Brašnář – zpívá Jitka Molavcová
- Keramik – zpívá Tomáš Hanák
- Truhlář – zpívá Martin Hofmann
- Kadeřník – zpívá Martin Pošta

#### Betlém, aneb České Vánoce a cappella[6]
Na tomto CD vokálního kvintetu Hlasoplet vydaném v roce 2014 se duo Dubnička-Lahoda podílelo na hudbě a textech většiny písní.[zdroj?]
- Sobi
- Panna Maria (text Radmila Štěpánková)
- Josef Nazaretský
- Oslík
- Plzeňská koleda
- Cantáta v A tur
- Ježíškovo proč
- Hvězda (hudba David Vaňáč)
- Jmelí (hudba David Vaňáč)
- Sněhulák